# Alexander Siddig
Alexander Siddig, även känd som Siddig El Fadil, född 21 november 1965 i Sudan, är en brittisk-sudanesisk skådespelare. 
Han är bland annat känd för rollen som Dr Julian Bashir i TV-serien Star Trek: Deep Space Nine, rollen som prins Nasir al-Subaai i Syriana (2005) och rollen som Imad ad-Din al-Isfahani i Kingdom of Heaven (2005). Han har också gästspelat i 24 som Hamri Al-Assad. Han har gästspelat Primeval. Han var med i den prisbelönta filmen Kairo Time (2009) som Tareq Khalifa.
Hans morbror är den engelska skådespelaren Malcolm McDowell och hans farbror, Sadiq el-Mahdi, var tidigare premiärminister i Sudan. Alexander Siddig var gift med Nana Visitor mellan 1997 och 2001 och har med henne en son.

## Filmografi (urval)

### Filmer
| År   | Titel                    | Roll                      | Info |
| ---- | ------------------------ | ------------------------- | ---- |
| 1987 | Sammy and Rosie Get Laid | Partygoer                 |      |
| 2000 | Vertical Limit           | Kareem Nazir              |      |
| 2002 | Reign of Fire            | Ajay                      |      |
| 2005 | Kingdom of Heaven        | Imad ad-Din al-Isfahani   |      |
| 2005 | Syriana                  | Prince Nasir Al-Subaai    |      |
| 2007 | The Nativity Story       | Angel Gabriel             |      |
| 2007 | The Last Legion          | Theodorus Andronikus      |      |
| 2008 | Un Homme Perdu           | Fouad Saleh               |      |
| 2008 | Doomsday                 | Hatcher (Premiärminister) |      |
| 2008 | Espion(s)                | Malik                     |      |
| 2009 | Cairo Time               | Tareq Khalifa             |      |
| 2010 | Miral                    | Mirals far                |      |
| 2010 | 4.3.2.1                  | Robert                    |      |
| 2010 | Clash of the Titans      | Hermes                    |      |
| 2012 | Inescapable              | Adib Abdel-Kareem         |      |
| 2013 | The Fifth Estate         | Dr. Tarek Haliseh         |      |
| 2019 | 21 Bridges               | Adi                       |      |

### TV-serier
| År        | Titel                                  | Roll                   | Info                                                |
| --------- | -------------------------------------- | ---------------------- | --------------------------------------------------- |
| 1990      | A Dangerous Man: Lawrence After Arabia | Emir Feisal            | TV-film                                             |
| 1992      | Big Battalions                         | Yousef                 | Miniserie, 1 avsnitt                                |
| 1993–1999 | Star Trek: Deep Space Nine             | Dr Julian Bashir       | 169 av 176 avsnitt                                  |
| 1993      | Star Trek: The Next Generation         | Dr Julian Bashir       | "Birthright, Part 1"                                |
| 2003      | Spooks                                 | Ibhn Khaldun           | "Nest of Angels" {Säsong 2, Avsnitt 2}              |
| 2004      | The Hamburg Cell                       | Khalid Sheikh Mohammed |                                                     |
| 2005      | Agatha Christie's Poirot               | Mr. Shaitana           | "Cards on the Table"                                |
| 2006      | Hannibal - Rome's Worst Nightmare      | Hannibal               |                                                     |
| 2007      | 24                                     | Hamri Al-Assad         | 7 avsnitt                                           |
| 2008      | Merlin                                 | Kanan                  | "The Moment of Truth"                               |
| 2009      | Waking the Dead                        | Dr Mohammed            | 2 avsnitt ("Endgame, Part 1" and "Endgame, Part 2") |
| 2010      | Strike Back                            | Zahir Sharq            | 2 avsnitt ("Part 5" och "Part 6", Sky1 TV-serie)    |
| 2011      | Primeval                               | Phillip Burton         | Avsnitt 24–36 (säsong 4 & 5)                        |
| 2012      | True Love                              | Ismail                 | Avsnitt 4 – Sandra                                  |
| 2013      | Da Vinci's Demons                      | Al-Rahim               |                                                     |
| 2013      | Wild Arabia                            | Narrator               | Naturdokumentär från BBC Natural History Unit       |
| 2013      | Atlantis                               | King Minos             | 8 avsnitt                                           |
| 2013–2014 | Da Vinci's Demons                      | Al-Rahim               | 9 avsnitt                                           |
| 2015–2016 | Game of Thrones                        | Doran Martell          | 5 avsnitt                                           |